# Kirsten Moore-Towers
Kirsten Moore-Towers (St. Catharines, Ontário, 1 de julho de 1992)  é uma patinadora artística canadense, que compete nas duplas. Com seu parceiro Dylan Moscovitch, eles foram medalhistas de prata no Campeonato dos Quatro Continentes de Patinação Artística no Gelo em 2013, e campeões do campeonato nacional canadense em 2011. Nos Jogos Olímpicos de Inverno de 2014 em Sóchi, Moore-Towers e Moscovitch receberam a medalha de prata na competição por equipes, e terminaram na quinta posição nas duplas.

## Principais resultados

### Com Michael Marinaro
| Resultados | Resultados    | Resultados        | Resultados        | Resultados        | Resultados        | Resultados    | Resultados    | Resultados    | Resultados    | Resultados    | Resultados    | Resultados    | Resultados    | Resultados    |
| Internacional | Internacional | Internacional     | Internacional     | Internacional     | Internacional     | Internacional | Internacional | Internacional | Internacional | Internacional | Internacional | Internacional | Internacional | Internacional |
| Evento/Temporada | 2014– 2015    | 2015– 2016        | 2016– 2017        | 2017– 2018        | 2018– 2019        |               |               |               |               |               |               |               |               |               |
| --- | ------------- | ----------------- | ----------------- | ----------------- | ----------------- | ------------- | ------------- | ------------- | ------------- | ------------- | ------------- | ------------- | ------------- | ------------- |
| Jogos Olímpicos |               |                   |                   | 11.ª              |                   |               |               |               |               |               |               |               |               |               |
| Campeonato Mundial |               | 8.ª               |                   | 6.ª               |                   |               |               |               |               |               |               |               |               |               |
| Campeonato dos Quatro Continentes | 7.ª           |                   | 7.ª               |                   | Medalha de prata  |               |               |               |               |               |               |               |               |               |
| GP Cup of China |               |                   |                   | Medalha de bronze |                   |               |               |               |               |               |               |               |               |               |
| GP NHK Trophy |               |                   | WD                |                   | 4.ª               |               |               |               |               |               |               |               |               |               |
| GP Rostelecom Cup |               | 7.ª               | WD                |                   |                   |               |               |               |               |               |               |               |               |               |
| GP Skate America |               |                   |                   | 6.ª               |                   |               |               |               |               |               |               |               |               |               |
| GP Skate Canada International | 6.ª           | Medalha de bronze |                   |                   | Medalha de bronze |               |               |               |               |               |               |               |               |               |
| GP Trophée Éric Bompard | 7.ª           |                   |                   |                   |                   |               |               |               |               |               |               |               |               |               |
| CS Autumn Classic International |               |                   |                   |                   | Medalha de prata  |               |               |               |               |               |               |               |               |               |
| CS Finlandia Trophy |               |                   |                   |                   | Medalha de prata  |               |               |               |               |               |               |               |               |               |
| CS U.S. International Classic |               | Medalha de bronze |                   | Medalha de ouro   |                   |               |               |               |               |               |               |               |               |               |
| Nacional |               |                   |                   |                   |                   |               |               |               |               |               |               |               |               |               |
| Campeonato Canadense | 4.ª           | 4.ª               | Medalha de bronze | Medalha de bronze | Medalha de ouro   |               |               |               |               |               |               |               |               |               |
| Equipes |               |                   |                   |                   |                   |               |               |               |               |               |               |               |               |               |
| Troféu Mundial por Equipes |               |                   | 4.ª 4T/4P         |                   |                   |               |               |               |               |               |               |               |               |               |
| |               |                   |                   |                   |                   |               |               |               |               |               |               |               |               |               |
| Legenda: GP = Grand Prix; CS = Challenger Series; T = Posição da equipe; P = Posição individual; Competição não foi disputada nesta temporada; Competição não fez parte do GP/CS; Competição fez parte do GP/CS |               |                   |                   |                   |                   |               |               |               |               |               |               |               |               |               |

### Com Dylan Moscovitch
| Resultados | Resultados    | Resultados       | Resultados        | Resultados       | Resultados        | Resultados    | Resultados    | Resultados    | Resultados    | Resultados    | Resultados    | Resultados    | Resultados    | Resultados    |
| Internacional | Internacional | Internacional    | Internacional     | Internacional    | Internacional     | Internacional | Internacional | Internacional | Internacional | Internacional | Internacional | Internacional | Internacional | Internacional |
| Evento/Temporada | 2009– 2010    | 2010– 2011       | 2011– 2012        | 2012– 2013       | 2013– 2014        |               |               |               |               |               |               |               |               |               |
| --- | ------------- | ---------------- | ----------------- | ---------------- | ----------------- | ------------- | ------------- | ------------- | ------------- | ------------- | ------------- | ------------- | ------------- | ------------- |
| Jogos Olímpicos |               |                  |                   |                  | 5.ª               |               |               |               |               |               |               |               |               |               |
| Campeonato Mundial |               | 8.ª              |                   | 4.ª              | 4.ª               |               |               |               |               |               |               |               |               |               |
| Campeonato dos Quatro Continentes | 9.ª           | 5.ª              |                   | Medalha de prata |                   |               |               |               |               |               |               |               |               |               |
| GP Grand Prix Final |               | 6.ª              |                   | 5.ª              | 6.ª               |               |               |               |               |               |               |               |               |               |
| GP Cup of China |               |                  | Medalha de bronze | 4.ª              |                   |               |               |               |               |               |               |               |               |               |
| GP NHK Trophy |               |                  |                   | Medalha de prata |                   |               |               |               |               |               |               |               |               |               |
| GP Rostelecom Cup |               |                  |                   |                  | Medalha de bronze |               |               |               |               |               |               |               |               |               |
| GP Skate America |               | Medalha de prata | Medalha de bronze |                  | Medalha de prata  |               |               |               |               |               |               |               |               |               |
| GP Skate Canada International | 6.ª           | Medalha de prata |                   |                  |                   |               |               |               |               |               |               |               |               |               |
| U.S. International Classic |               |                  |                   | Medalha de ouro  | Medalha de ouro   |               |               |               |               |               |               |               |               |               |
| Nacional |               |                  |                   |                  |                   |               |               |               |               |               |               |               |               |               |
| Campeonato Canadense | 5.ª           | Medalha de ouro  | 4.ª               | Medalha de prata | Medalha de prata  |               |               |               |               |               |               |               |               |               |
| Equipes |               |                  |                   |                  |                   |               |               |               |               |               |               |               |               |               |
| Jogos Olímpicos |               |                  |                   |                  | 2T/2P             |               |               |               |               |               |               |               |               |               |
| |               |                  |                   |                  |                   |               |               |               |               |               |               |               |               |               |
| Legenda: GP = Grand Prix; JGP = Grand Prix Júnior; WD = Abandonou; T = Posição da equipe; P = Posição individual; Competição não foi disputada nesta temporada |               |                  |                   |                  |                   |               |               |               |               |               |               |               |               |               |

### Com Andrew Evans
| Resultados                       | Resultados             | Resultados             | Resultados             | Resultados             | Resultados             | Resultados             | Resultados             | Resultados             | Resultados             | Resultados             | Resultados             | Resultados             | Resultados | Resultados |
| Internacional – Júnior           | Internacional – Júnior | Internacional – Júnior | Internacional – Júnior | Internacional – Júnior | Internacional – Júnior | Internacional – Júnior | Internacional – Júnior | Internacional – Júnior | Internacional – Júnior | Internacional – Júnior | Internacional – Júnior | Internacional – Júnior |            |            |
| Evento/Temporada                 | 2008– 2009             |                        |                        |                        |                        |                        |                        |                        |                        |                        |                        |                        |            |            |
| -------------------------------- | ---------------------- | ---------------------- | ---------------------- | ---------------------- | ---------------------- | ---------------------- | ---------------------- | ---------------------- | ---------------------- | ---------------------- | ---------------------- | ---------------------- | ---------- | ---------- |
| JGP JGP México                   | 10.ª                   |                        |                        |                        |                        |                        |                        |                        |                        |                        |                        |                        |            |            |
| Nacional                         |                        |                        |                        |                        |                        |                        |                        |                        |                        |                        |                        |                        |            |            |
| Campeonato Canadense – Júnior    | 4.ª                    |                        |                        |                        |                        |                        |                        |                        |                        |                        |                        |                        |            |            |
|                                  |                        |                        |                        |                        |                        |                        |                        |                        |                        |                        |                        |                        |            |            |
| Legenda: JGP = Grand Prix Júnior |                        |                        |                        |                        |                        |                        |                        |                        |                        |                        |                        |                        |            |            |